# 伊莎贝尔·莫尔诺
伊莎贝尔·莫尔诺（法語：Isabelle Morneau，1976年4月18日—），加拿大女子足球运动员。她曾代表加拿大参加1995年、1999年和2003年国际足联女子世界杯，最好名次为2003年世界杯的第四名。